# Campeonato Sudamericano de Esgrima de 2019
El Campeonato Sudamericano de Esgrima Asunción-2019 fue un torneo de esgrima realizado del 24 al 28 de septiembre de 2019 en la sede del Comité Olímpico Paraguayo en Asunción, Paraguay. Participaron esgrimistas de Argentina, Brasil, Colombia, Chile, Ecuador, Perú y Uruguay.

## Resultados

### Masculino

#### Sable masculino
- Oro: Víctor Contreras (Chile).
- Plata: Manuel Bahamonde (Chile).
- Bronce: Ricardo Álvarez (Chile).
- Bronce: Joaquín de la Parra (Chile).

#### Florete masculino
- Oro: Gustavo Alarcón (Chile)
- Plata: Felipe Alvear Zamorra Felipe (Chile)
- Bronce: Jerónimo Machado (Brasil)
- Bronce: Lorenzo Mion (Brasil)

#### Espada masculina
- Oro: Alejandro Camargo (Brasil)
- Plata: Richard Grunhauser (Brasil)
- Bronce: Rodrigo González Alarcón (Chile)
- Bronce: Agustín Adolfo Gusman (Argentina)

### Femenino

#### Espada Femenina
- Oro: Monserrat Viveros (Paraguay).
- Plata: María Luisa Doig (Perú).
- Bronce: Cynthia Pía Roldán (Perú).
- Bronce: Marina Tello (Brasi).

#### Sable femenino
- Oro: Karina Trois (Brasil)
- Plata: Florencia García (Argentina)
- Bronce:Pietra Chierichini (Brasil)
- Bronce: Paula Quinteros (Chile)

#### Florete femenino
- Oro: Mariana Pistoia (Brasil)
- Plata: Katia Proestakis (Chile)
- Bronce: Flavia Mormandi (Argentina)
- Bronce: Lucia Ondarts (Argentina)